# Nagana szlachectwa
Nagana szlachectwa (łac. vituperatio nobilitatis) – środek prawny służący do zakwestionowania szlacheckiego pochodzenia pozwanego. Miał on odgrodzić stan szlachecki od innych. Skutkiem niemożności udowodnienia swojego szlacheckiego pochodzenia było przeniesienie 1/2 majątku z osoby naganianej na osobę naganiającą.

Ten, któremu sądownie zarzucono nieprawne używanie szlachectwa, zawieszany był w prerogatywach stanu rycerskiego dopóty, dopóki nie uczynił wywodu, tj. nie udowodnił swego pochodzenia. Wywód szlachectwa dokonywał się na sejmiku właściwego województwa, ziemi lub powiatu za pomocą zeznań świadków i dokumentów, na których podstawie rozstrzygał sprawę Trybunał. Oskarżający bezpodstawnie karany był grzywnami; oskarżony, który szlachectwa swego nie dowiódł, tracił dobra w jednej połowie na skarb, w drugiej na delatora (oskarżyciela); jeżeli majętności ziemskiej nie miał, odsiadywał więzienie. Za zabójstwo lub zranienie szlachcica fałszywego niewolno było pociągać do odpowiedzialności; pozywający o to do sądu podlegał karze pieniężnej lub wieży. Oskarżyciela fałszywego, któremu nawzajem zarzucono nieprawne używanie szlachectwa, – w razie niemożności dokonania wywodu, w Koronie karano śmiercią, a na Litwie smagano pod pręgierzem.

Statuty Kazimierza Wielkiego wprowadzały obowiązek udowodnienia prawdziwości swojego szlacheckiego pochodzenia poprzez przedstawienie sądowi świadków: w Wielkopolsce – dwóch z rodu ojca i czterech z dwóch obcych rodów, w Małopolsce – sześciu z rodu ojca.
W Koronie regulowała to ustawa z 1633 O wywodzeniu szlachectwa, w Wielkim Księstwie artykuł 22 rozdziału 3 Statutu z 1588. Używano tego środka prawnego także do innych celów, m.in. do umożliwiania wejścia do stanu szlacheckiego osób zamożnych poprzez przekupywanie świadków oraz do odbierania części majątku osoby niewątpliwie szlacheckiego pochodzenia, która nie była w stanie tego udowodnić.
Statut litewski z 1588 w artykule 19 rozdziału 3 żądał świadectwa dwóch z rodu ojca i dwóch z rodu matki.
Z uwagi na brak urzędu heroldii część spraw dotyczących nagany szlachectwa była rozpatrywana przez sądy grodzkie. Po 1578 roku procesy o naganę szlachectwa prowadzono przed Trybunałem Koronnym, a w Wielkim Księstwie Litewskim przed Trybunałem Głównym Wielkiego Księstwa Litewskiego (istniał od 1581 roku).
Konstytucja z 1601 obowiązująca w Koronie i Litwie zabraniała świadczenia za fałszywym szlachcicem pod karą pozbawienia szlachectwa i konfiskaty mienia.